# The Organ
The Organ fue una banda de Vancouver, Canadá, formada en 2001 e integrada por:
Katie Sketch, Deb Cohen, Jenny Smyth, Shelby Stocks y Ashley Webber. El sonido de la banda se podría definir como post-punk por la mayoría de sus oyentes. Con un bajo casi omnipresente, y la presencia del órgano, un Hammond x123 muy bien empleado.
Se les han atribuido semejanzas con bandas como The Cure y The Smiths, tanto en letras, como en su música.
La similitud con The Smiths también es más que evidente: la vocalista del grupo Katie Sketch tiene un timbre de voz que inevitablemente recuerda en casi todo momento al de Morrissey. Además la canción "Steven Smith" es una especie de tributo a Morrissey.
Corta fue la carrera musical de The Organ, quienes con sólo un disco bajo el brazo, titulado Grab That Gun (2004), anunciaron en su sitio web la separación definitiva:
(We are sad to announce that we’re breaking up. We want to thank our friends, fans, and family for all the support you gave to us. Thank you.
Shelby, Jenny, Katie, Debora, and Shmoo.)(1)
El grupo se separa oficialmente el 7 de diciembre de 2006.
The Organ realizará un nuevo EP de 6 canciones llamado "Thieves" el 14 de octubre de 2008.

## Comienzos
Katie Sketch conoció a Sarah Efron (bajo y teclado) y a Barb Choit (órgano, guitarra y bajo), con quienes formó el trío instrumental "Full Sketch", Katie se ocupaba de la batería.
Después de un año Barb dejó el grupo para concentrarse en su carrera artística y el grupo se disolvió.
Katie y Sarah se juntaron con Jenny Smyth, quien reemplazaría a Barb en el órgano, y formaron "The Organ". Su idea era hacer el mismo tipo de música que con "Full Sketch" pero cantando.
La banda probó con diferentes músicos durante 3 años hasta su completa formación en el año 2002 con Katie, Jenny, Sarah, Shelby Stocks en la batería y Debora Cohen a la guitarra. Ese mismo año grabaron el EP "Sinking Hearts". 
Al poco tiempo, Sarah Efron dejó el grupo para centrarse en su carrera como periodista, siendo sustituida por Ashley Webber.

## Grab that Gun
A pesar de numerosos contratiempos, como el volver a grabar todo el álbum por encontrar según Katie, "excesivamente limpia y sin emoción" la producción del disco por parte de Kurt Dahle, a sus cinco años habían producido una segunda grabación relativamente importante. Su nuevo material mostró aún más promesa que su primer EP, que tuvo gran éxito, sobre todo para un registro que había carecido notablemente de promoción en los medios.
Grab That Gun, título del disco, pasó más tiempo en la cima de la radio canadiense que las anteriores grabaciones de la banda.
Las canciones del disco tratan sobre la melancolía y la obsesión por el amor, la soledad, la tristeza y el dolor. Las letras las escribe la líder y voz del grupo, Katie, sobre experiencias personales e introspectivas.2
The Organ comenzó a viajar a través de Canadá, los Estados Unidos y Europa. También produjeron un vídeo de la canción "Brother", (dirigido por Robert Morfitt) posiblemente el más fuerte de las siete nuevas pistas que aparecen en el disco. El vídeo consistió en un montaje limpiamente franco de la cinta que funciona sobre una etapa malhumoradamente (encendida). Una nueva versión ficticia del vídeo de "Brother" puede ser visto durante la temporada dos, el episodio dos de la serie de Showtime original The L word. "Brother" también aparece en la banda sonora de la serie.
Durante otro viaje por Norteamérica, que promovió Grab That Gun, Ashley Webber se marchó de la banda; entonces fue substituida por la hermana de Katie Sketch, Shmoo.
El 14 de noviembre de 2005, The Organ apareció en vivo en la Radio BBC6 con una nueva integrante en el bajo. Dieron una breve entrevista y no realizaron en vivo las interpretaciones de las canciones " Nothing I Can Do " " Love, Love, Love " el 27. Un poco más de una semana más tarde, anunciaron en su sitio web que solamente habían sido grabadas a Registros Demasiado Puros, por cual Grab That Gun estaría disponible en todo el mundo para febrero de 2006.

## Discografía

### LP
- Grab that gun (2004)

1. "Brother" – 4:01
2. "Steven Smith" (Lyrics: K. Sketch, B. Choit. Song K. Sketch, B. Choit, S. Efron) – 2:02
3. "Love, Love, Love" – 3:31
4. "Basement Band Song" – 4:13
5. "Sinking Hearts" – 2:09
6. "A Sudden Death" – 2:54
7. "There is Nothing I Can Do" (Song: K. Sketch, S. Efron, S. Stocks, D. Cohen, J. Smyth) – 2:35
8. "I Am Not Surprised" (Song: K. Sketch, S. Stocks, D. Cohen, J. Smyth) – 2:44
9. "No One Has Ever Looked So Dead" (Song: K. Sketch, S. Efron, S. Stocks, D. Cohen, J. Smyth) – 1:57
10. "Memorize the City" (Lyrics K. Sketch, B. Choit, S. Ritchie) – 3:10
11. "Hidden Track" – 0:37

### Singles y EP
- "Full Sketch" (CD, 2000):
"Picky" — "Cooler Than Clean" — "Steven Smith" — "Soundtrack" — "Sketchersize" — "Ice Fishing"
- "The Organ" (7", 2002):
"It's Time to Go" — "We've Got to Meet"
- "Sinking Hearts" (CD, 2002):
"We've Got to Meet" — "I Am Not Surprised" — "It's Time to Go" — "Sinking Hearts" — "There Is Nothing I Can Do" — "No One Has Ever Looked so Dead"
- "Memorize The City" (7", 2005):
"Memorize The City" — "There Is Nothing I Can Do"
- "Memorize The City" (CD, 2005):
"Memorize The City" — "There Is Nothing I Can Do" — "Memorize The City [Remixed by Simon Bookish]"
- "Let the Bells Ring" (7", 2005):
"Let the Bells Ring" — "Memorize the City [Remixed by Dustin Hawthorne]"
- "Brother" (CD + 7", 2006):
"Brother" — "Love Love Love" (Gideon Coe BBC Radio 6 Music Session 14/11/05)
- "Memorize the City" (CD + 7", 2006):
"Memorize the City"— "No One Has Ever Looked So Dead" (Gideon Coe BBC Radio 6 Music Session 14/11/05)
- "Thieves" (CD, 2008):
"Even In The Night" — "Oh What A Feeling" — "Let The Bells Ring" — "Fire In The Ocean" — "Can You Tell Me One Thing" — "Don't Be Angry"